# Parafia Wszystkich Świętych w Boonah
Parafia Wszystkich Świętych w Boonah – parafia rzymskokatolicka, należąca do archidiecezji Brisbane.
Przy parafii funkcjonuje katolicka szkoła podstawowa Wszystkich Świętych.
Parafia, oprócz kościoła parafialnego posiada także dwa kościoły filialne:
- Kościół Najświętszego Serca Jezusowego w Harrisville
- Kościół św. Jana w Peak Crossing